# 178155 Kenzaarraki
178155 Kenzaarraki è un asteroide della fascia principale. Scoperto nel 2006, presenta un'orbita caratterizzata da un semiasse maggiore pari a 3,0842206 UA e da un'eccentricità di 0,0530191, inclinata di 11,23855° rispetto all'eclittica.
L'asteroide è dedicato all'astronoma statunitense Kenza Arraki.